# Hamneskär
Hamneskär är en ö som ligger i Klädesholmens socken i Tjörns kommun belägen knappt en mil från Marstrand. Hamneskär är en av landets cirka 1700 kronoholmar – öar som ägs av staten.
På Hamneskär står fyren Pater Noster, som uppförde 1868 och lades ner 1977. Fyren har fått sitt namn av ögruppen Hamneskär tillhör, Pater Nosterskären, bestående av 97 öar som breder ut sig från Tjörns sydvästra udde och ner i höjd med Marstrand. Ön ingår i Pater Noster-skärgårdens naturreservat. Namnet uppkom under katolsk tid, före 1520-talet och är latin för Fader Vår. Innan fyren Pater Noster kom till, sägs det att sjömännen bad bönen då de siktade skären i hopp att man kom i land med livet i behåll. Starka havsströmmar och förrädiska grund har fått många fartyg att förlisa där. Andra säger att öarna har fått namnet på grund av att de från ovan liknar pärlorna i ett radband.